# Aksamitkowate
Aksamitkowate (Barbourisiidae) – monogatunkowa rodzina ryb z rzędu beryksokształtnych (Beryciformes).

## Zasięg występowania
Wszystkie oceany, na szerokościach tropikalnych i umiarkowanych.

## Klasyfikacja
Rodzina obejmuje jeden rodzaj:
Barbourisia
z jednym gatunkiem
- Barbourisia rufa

## Cechy charakterystyczne
Aksamitkowate przypominają kształtem ciała miniaturowe wieloryby (duży otwór gębowy, płetwy grzbietowa i odbytowa przesunięte daleko w tył ciała). Osiągają długość około 40 centymetrów. Płetwy brzuszne znajdują się w położeniu brzusznym, w skórze występują kolce, płetwa grzbietowa z 19–22 promieniami, płetwa odbytowa z 15–18 promieniami, kręgi w liczbie 40–43. Żywią się skorupiakami.